# Konkursbuch Verlag
Der konkursbuch Verlag Claudia Gehrke ist ein Buchverlag in Tübingen, dessen Buchprogramm unter anderem die Themenschwerpunkte Erotik und Japan hat.

## Geschichte
Claudia Gehrke hielt von 1976 bis 1980 einen Mittwochssalon ab, in dem die Idee für eine politisch-literarische Zeitschrift entstand – das konkursbuch (als Antwort auf das Kursbuch). Das erste konkursbuch erschien am 1. April 1978 zum Thema „Vernunft und Emanzipation“. Das konkursbuch sammelt Essays, Prosa, Lyrik, Fotografie und Kunst zu einem bestimmten Thema. So wurde der konkursbuch Verlag gegründet von Claudia Gehrke und Peter Pörtner. Peter Pörtner ging 1979 nach Japan und wurde 1992 Professor für Japanologie an der Ludwig-Maximilians-Universität München. Claudia Gehrke führt den Verlag allein weiter. 1983 erschien unter dem Titel Der Tod der Moderne eine dreitägige Tübinger Diskussion mit dem französischen Philosophen Jean Beaudrillard und deutschen Intellektuellen wie Michael Rutschky, Gert Mattenklott und Gerd Bergfleth.
Aus dem 6. Band des Konkursbuchs (1982, Thema: Erotik) entwickelte sich das eigenständige Jahrbuch Mein heimliches Auge. Ein 1995 gegen den 10. Band von Mein heimliches Auge angestrengter Prozess wegen angeblicher Pornografie endete 1999 mit einem Freispruch der Verlegerin. Jährlich erscheinen Mein lesbisches Auge und Mein schwules Auge.
2019 erhielt der Verlag den Deutschen Verlagspreis.

## Verlagsprogramm
Das Verlagsprogramm umfasst allgemeine Belletristik, die Liebesleben Reihe, Thriller, Reiseliteratur (insbesondere zu den Kanaren und Japan), Erotikliteratur und Fotobände.
Zu den Autorinnen und Autoren des Verlags zählen:
- Yōko Tawada
- Ines Witka
- Colleen Coover
- Regina Nössler
- Gerburg Treusch-Dieter
- Annette Berr
- Sigrun Casper
- Karin Rick
- Udo Rabsch

Photographen, deren Bildbände beim konkursbuch Verlag erscheinen, sind unter anderem Thomas Karsten, Rinaldo Hopf, Anja Müller und Brigitte Maria Mayer. 2010 wurde der Verlag mit dem baden-württembergischen Landespreis für literarisch ambitionierte kleinere Verlage ausgezeichnet.

## Veranstaltungen
Der Konkursbuch Verlag veranstaltet regelmäßig die erotische Verlagsrevue Love Bites. Das Programm besteht aus Burlesque Tanz, Performances, Gesang, instrumentaler Musik und erotischen Lesungen. Die Love Bites finden u. a. in Berlin, Karlsruhe, Tübingen, Frankfurt und Leipzig statt. Teilnehmende Performer sind u. a. Burlesque Tänzerin Bana Banana, Verwandlungskünstlerin Bridge Markland, Cellistin Veronique u. v. m.